# Bertie Mee
Bertram "Bertie" Mee OBE (25 de dezembro de 1918 - 22 de outubro de 2001) foi um futebolista e treinador de futebol inglês, conhecido por dirigir o Arsenal na dobradinha do clube em 1971.

## Jogador
Nascido em Bulwell, Nottinghamshire, Mee jogou no Derby County e Mansfield Town, sua carreira de jogador foi interrompida devido a uma lesão. 
Mee se juntou ao Royal Army Medical Corps, onde ele estudou fisioterapia por seis anos, chegando ao posto de sargento. Depois de sair, ele trabalhou para vários clubes de futebol como fisioterapeuta, antes de ingressar no Arsenal em 1960, sucedendo Billy Milne.

## Treinador
Após a demissão de Billy Wright, em 1966, o clube pediu que Mee se tornasse treinador, um movimento altamente surpreendente, talvez até para o próprio Mee; ele pediu uma cláusula para retornar ao cargo de fisioterapeuta depois de doze meses, se não der certo. Mee contratou Dave Sexton e Don Howe como seus assistentes, a fim de compensar suas deficiências táticas.
O Arsenal não conquistava troféus desde 1953, mas, sob o comando de Mee, uma seleção de jogadores que vieram das divisões de base como: Charlie George, John Radford, Pat Rice e Ray Kennedy, começou a mostrar-se promissor. O Arsenal chegou a duas finais consecutivas da Copa da Liga em 1968 e 1969, mas perdeu para o Leeds United e Swindon Town, respectivamente. 
Na temporada seguinte, o clube ganhou seu primeiro troféu europeu e seu primeiro troféu por 17 anos, quando bateu o Anderlecht e conquistou a Taça das Cidades com Feiras por 4-3 no agregado, mas esse título foi apenas o aquecimento do principal evento, os títulos da Taça de Inglaterra e da Primeira Divisão em 1971.
O título da Liga foi ganho em White Hart Lane, casa do rival Tottenham Hotspur, na última rodada do campeonato; Cinco dias depois, o Arsenal derrotou o Liverpool por 2 a 1 na prorrogação em Wembley. Essa foi apenas a segunda vez que um clube ganhou um Double no século XX.
Na temporada seguinte, o Arsenal tinha a ambição de conquistar o título de novo e contratou Alan Ball, do Everton. No entanto, a campanha da liga falhou e as esperanças de um troféu dependiam da FA Cup, onde o Arsenal chegou novamente à final, desta vez diante de Leeds. O Arsenal perdeu o campeonato por um único gol. 
Na temporada de 1972-73, o Arsenal conseguiu uma bela campanha no campeonato, mas acabou sendo vice-campeão com um ponto a menos. A campanha na FA Cup chegou ao fim com uma derrota na semifinal para o Sunderland.
Mee então começou a desmembrar a equipe que havia ganho o dobro e jogadores como Ray Kennedy, Charlie George e o capitão Frank McLintock foram vendidos. Mee anunciou sua demissão em 1976 como o mais bem sucedido treinador do Arsenal em termos de vitórias com 241 vitórias, um número que não seria superado até 2006 por Arsène Wenger.

## Pós-Carreira
Mee foi feito um OBE em 1984 para serviços ao futebol. Ele morreu em Londres aos 82 anos de idade, em 2001. Em 2008, Mee foi introduzido no Hall da Fama do Museu Nacional do Futebol.

## Títulos
Treinador
- Primeira Divisão: 1971

- Taça da Inglaterra: 1971

- Taça das Cidades com Feiras: 1970

Individual
- Treinador do Ano - 1971[5]

- Ordem do Império Britânico - 1984

- Museu Nacional do Futebol: Hall da Fama do Futebol Inglês - 2008